# Karl-Marx-Straße 19 (Thale)

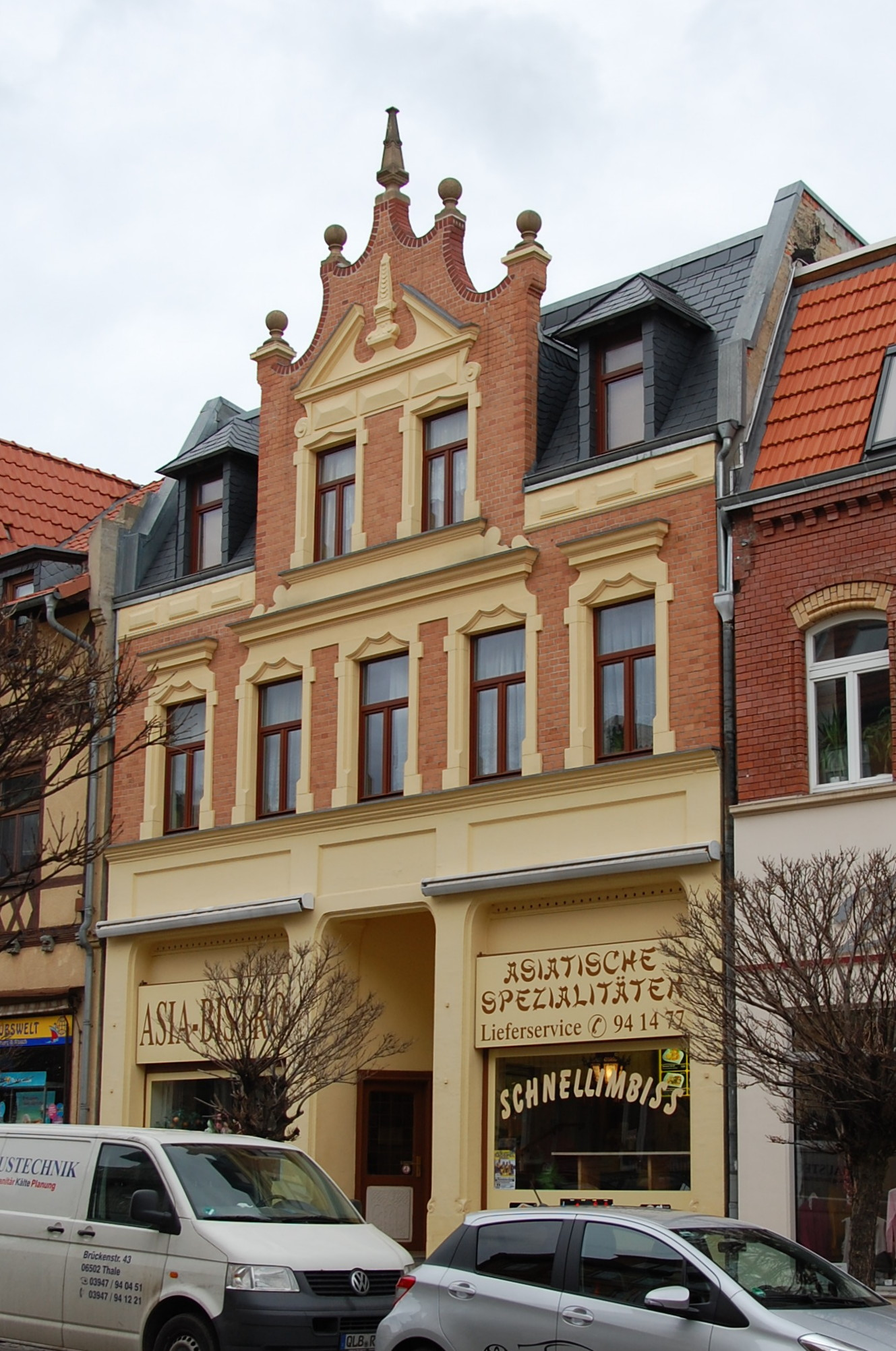
Haus Karl-Marx-Straße 19

Das Gebäude Karl-Marx-Straße 19 ist ein denkmalgeschütztes Wohnhaus in der Stadt Thale in Sachsen-Anhalt.

## Lage
Das Wohnhaus befindet sich auf der Nordseite der Karl-Marx-Straße im Ortszentrum von Thale. Unmittelbar westlich grenzt das gleichfalls denkmalgeschützte Haus Karl-Marx-Straße 17 an.

## Architektur und Geschichte
Das zweigeschossige Gebäude wurde in der Zeit um 1900 in massiver Bauweise errichtet. Die Fassade ist im Stil des Historismus gestaltet. Bedeckt ist der Bau mit einem Mansarddach. Mittig ist ein gestaffeltes Zwerchhaus angeordnet. Oberhalb der Fenster des für Wohnzwecke genutzten Obergeschosses befinden sich Vorhangbogenmotive. Im Erdgeschoss befindet sich ein Ladengeschäft. Die Fassade des Obergeschosses und des Zwerchhauses ist vom Kontrast roter Klinkerflächen und aus Putz gestalteter Dekorationen geprägt.
Im örtlichen Denkmalverzeichnis ist das Gebäude unter der Erfassungsnummer 094 45286 als Wohn- und Geschäftshaus verzeichnet.